# 德济兹莱马朗日
德济兹莱马朗日（法語：Dezize-lès-Maranges，法語發音：[dəziz lɛ maʁɑ̃ʒ]，意为“马朗日附近的德济兹”）是法国索恩-卢瓦尔省的一个市镇，属于索恩河畔沙隆区。

## 地理
德济兹莱马朗日（46°54'40"N, 4°39'24"E）面积5.1 平方千米，位于法国勃艮第-弗朗什-孔泰大區索恩-卢瓦尔省，该省份为法国中部省份，北起顺时针与科多尔省、汝拉省、安省、罗讷省、卢瓦尔省、阿列省和涅夫勒省接壤。
与德济兹莱马朗日接壤的市镇（或旧市镇、城区）包括：桑特奈、拉罗什波、尚日、巴黎洛皮塔勒、桑皮尼莱马朗日。
德济兹莱马朗日的时区为UTC+01:00、UTC+02:00（夏令时）。

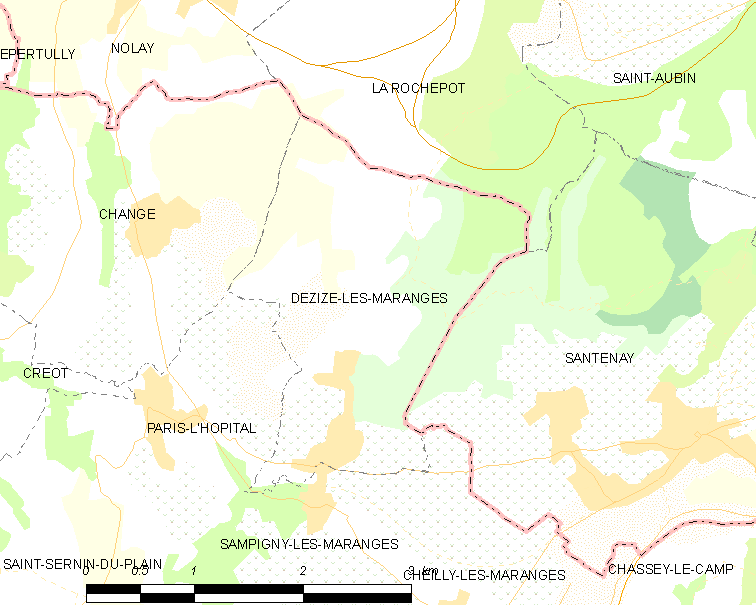
德济兹莱马朗日的OSM定位图

## 行政
德济兹莱马朗日的邮政编码为71150，INSEE市镇编码为71174。

## 政治
德济兹莱马朗日所属的省级选区为沙尼县。

## 人口

1962-2008年间德济兹莱马朗日人口变化图示

德济兹莱马朗日于2022年1月1日时的人口数量为164人。